# Fritz Jaenecke
Fritz Jaenecke (ur. 1903 w Colbitz, zm. 1978 w Malmö) – szwedzki architekt pochodzenia niemieckiego. 

## Życiorys
Uzyskał tytuł architekta w 1928 i rozpoczął pracę zawodową w pracowni Hansa Poelziga. W 1931 założył własną pracownię, którą w latach 1931–1936 dzielił z Egonem Eiermannem. W 1937 wyjechał do Szwecji, zamieszkał w Malmö i został pracownikiem w pracowni Carla-Alexa Stoltza, gdzie pracował do 1942, a następnie założył własną firmę projektową. Do jego wczesnych projektów zrealizowanych w Szwecji należy kompleks zabudowy wielorodzinnej w dzielnicy Kirseberg w Malmö. W 1950 poznał Stena Samuelsona, który był absolwentem Królewskiego Instytutu Technicznego. Powstała wówczas funkcjonująca ponad dwadzieścia lat firma projektowa „Jaenecke & Samuelson”, która stworzyła wiele śmiałych projektów, które wykorzystywały niestosowane wcześniej w Szwecji rozwiązania architektoniczne, zaliczane przez historyków architektury do szwedzkiego modernizmu. Dzięki udanej współpracy firma otrzymała zlecenia wielu prestiżowych projektów m.in. wybudowany w 1958 stadion Ullevi w Göteborgu. Projekty Fritza Jaenecke i Stena Samuelsona uczestniczyły w realizacji założenia architektonicznego Interbau w Berlinie m.in. powstał tam gmach „Zeilen” przy Altonaer Strasse. Współpraca zakończyła się około 1970, w późniejszym czasie Jaenecke zaprojektował gmachy szpitala w Malmö oraz został profesorem architektury w Akwizgranie.

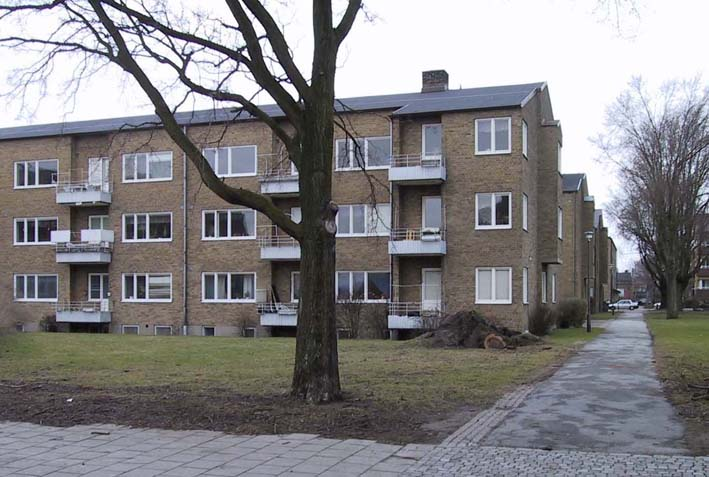
Zabudowa dzielnicy Kirseberg
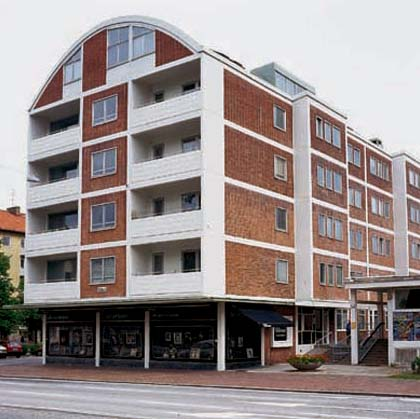
Bostadshus Köpenhamnsvägen Malmö
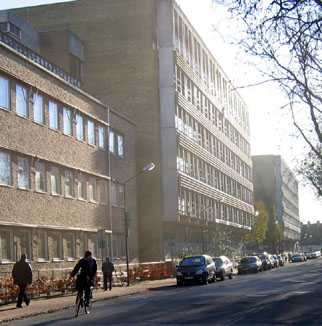
UMAS Långa raden, Malmö
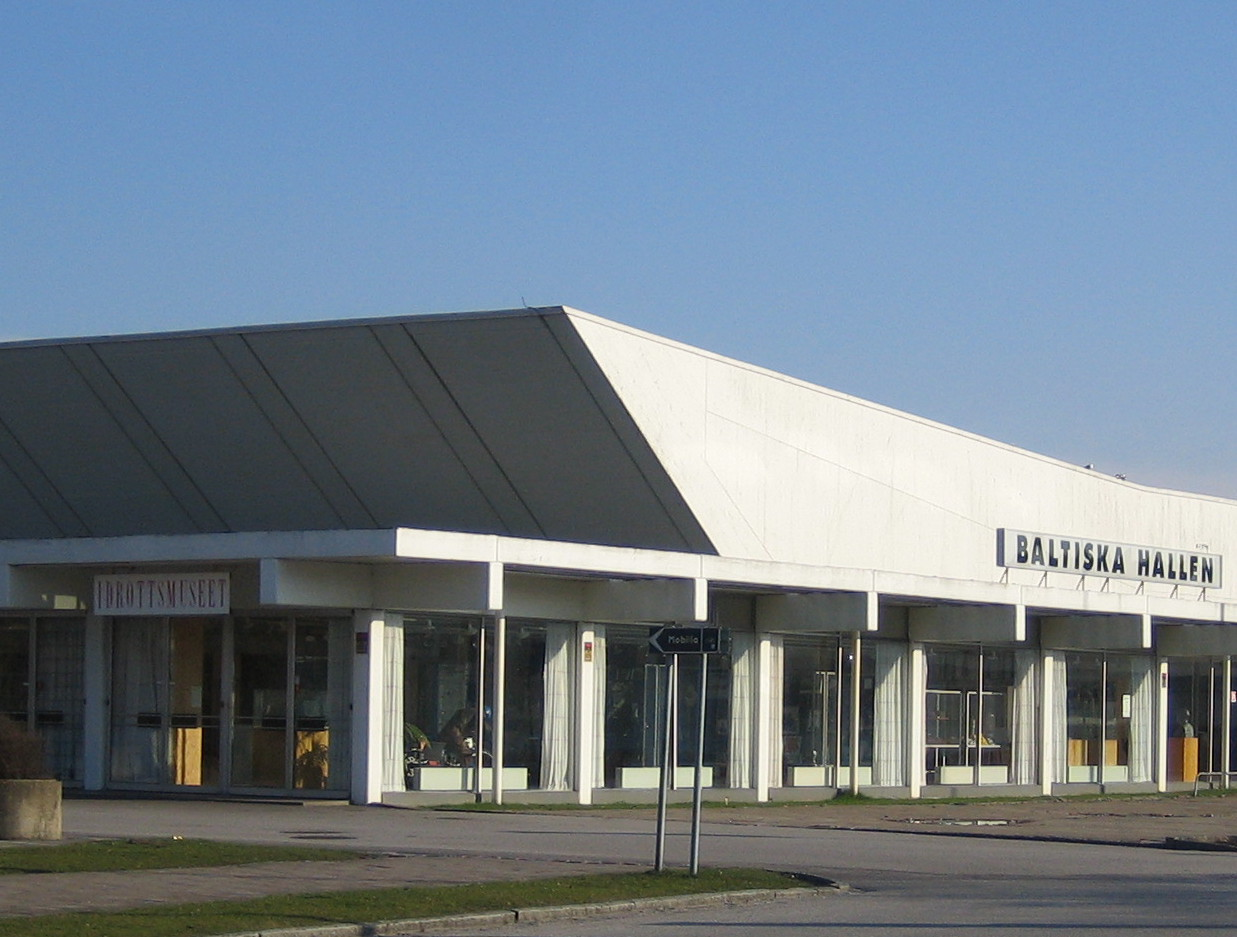
Baltiska hallen, Malmö